# Pauline Heinz
Pauline Heinz née le 1er mai 2001 en Allemagne, est une joueuse de hockey sur gazon allemande. Elle évolue au poste de défenseure au Rüsselsheimer RK et avec l'équipe nationale allemande.
Elle a participé aux Jeux olympiques d'été de 2020.

## Carrière

### Jeux olympiques
- Top 8 : 2020